# Via Cornelia

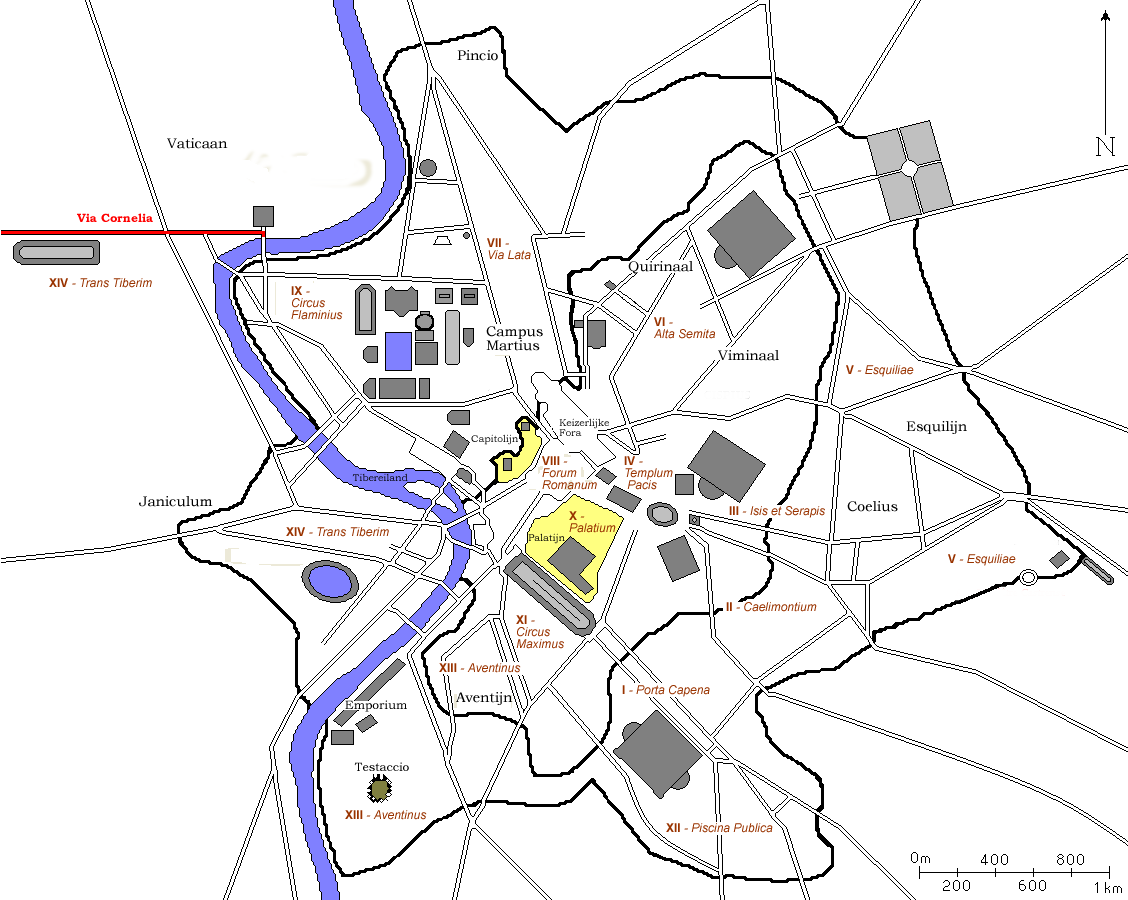
Posizione della via

La via Cornelia era un'antica strada romana, che collegava Roma con Caere. Gli storici Livio e Valerio Massimo fanno riferimento a un collegamento tra le due città in occasione della presa di Roma da parte dei Galli, allorché le Vestali furono trasferite a Caere.
Viene ricordata soltanto dai cataloghi regionarî e dagli atti dei martiri. Si ignora in che epoca la via fosse stata costruita. Si ritiene possibile che la via Cornelia fosse stata costruita dall'imperatore Caligola per migliorare l'accesso ai giardini imperiali, gli Horti Agrippinae. Perciò, potrebbe aver costituito il confine settentrionale dei giardini all'epoca di Nerone.
Sarebbe anche stata collegata al Circo di Nerone, alla basilica e ad una doppia fila di mausolei.
In origine doveva costituire un braccio di strada trasversale, che si staccava dalla via Aurelia Nuova circa tre chilometri fuori porta Cavalleggeri, presso l'osteria del Gallo, e di qui proseguiva per le tenute di Torrevecchia, Porcareccia, S. Rufina e Boccea fino ai colli che fiancheggiano il fiume Arrone.

## Storia
Alcuni archeologi ritengono che la via Cornelia non esistesse e che il nome fosse una corruzione o mutilazione del nome via Aurelia. 
Questa congettura origina dal fatto che la via Cornelia era unicamente menzionata in itinerari e testimonianze del VII e VIII secolo d.C.. 
In tale periodo la popolazione di Roma era diminuita da circa un milione e mezzo di abitanti del I secolo d.C. a circa 60 000 abitanti; inoltre, la popolazione si era impoverita e poteva a fatica parlare in un buon latino.
I cittadini non avrebbero nemmeno avuto alcuna conoscenza della topografia del periodo imperiale. Tra l'altro, documenti del IV secolo d.C. riportano che San Pietro fosse stato sepolto lungo la via Triumphalis.
Tuttavia, gli scavi effettuati nel 1924 sul sito di Antiochia di Pisidia portarono alla scoperta di un'epigrafe risalente a circa il 93 d.C. che offriva una forte evidenza dell'esistenza della via Cornelia nel periodo precostantiniano. Essa menziona un comandante della Legio VIII Augusta sotto Vespasiano e Tito, che era stato curator della via Aurelia e della via Cornelia.
Sebbene scomparsa molto presto, la via Cornelia viene descritta nei documenti antichi come protetta dal torrione sporgente del Mausoleo di Adriano, il cui inglobamento nelle mura risale al 401-403 d.C., quando l'imperatore Onorio inserì nella cerchia cittadina anche il Colle Vaticano, precedentemente escluso. Secondo altre fonti, invece, risalirebbe all'epoca aureliana, intorno al 270 d.C. a difesa del Ponte Elio.

## Descrizione

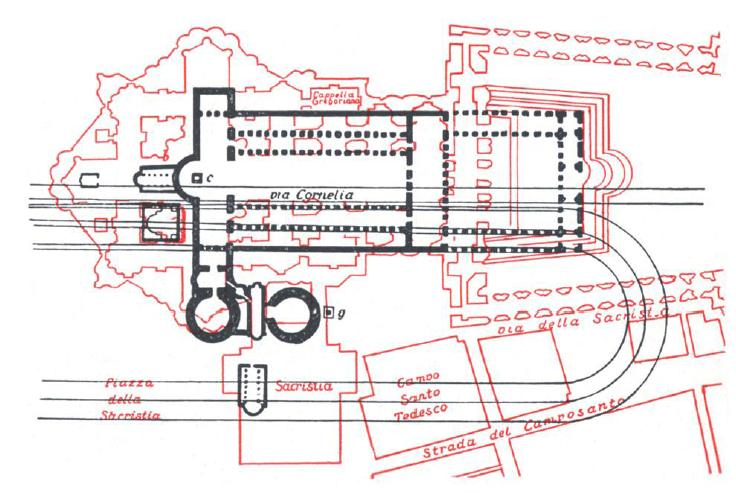
Planimetria dell'area del Vaticano tratta dalla Forma Urbis di Lanciani. Per quanto attiene alla via Cornelia e al Circo di Nerone, è noto che la pianta non è accurata.

Nel primo tratto, uscita dalla cinta urbica attraverso la Porta Cornelia (posta in prossimità del Ponte Elio), doveva correre verso ovest, lungo il muro settentrionale del Circo di Nerone.
Era generalmente accettato che le pareti meridionali della basilica di San Pietro insistessero sulle pareti settentrionali del Circo di Nerone e che a nord del circo correva una strada, proprio sotto alla basilica.
Però, scavi della basilica e dell'area circostante hanno dimostrato che ciò non è completamente corretto.
Uno scavo archeologico effettuato nel 1936 in Piazza San Pietro portò alla scoperta delle tracce di una strada che ben poteva essere la via Cornelia post-costantiniana.
Lì fu pure rinvenuto un frammento della strada pavimentata pre-costantiniana, posizionato sullo stesso allineamento del tratto scoperto presso l'angolo sudoccidentale della basilica.
Si ritiene pertanto che la via Cornelia provenisse da est e si prolungasse verso ovest, salendo dolcemente.
La via Cornelia era in stretta relazione con la via Aurelia Nova e la via Triumphalis.
Poco prima dell'attuale fontana meridionale di Piazza San Pietro, la via Aurelia Nova deviava da essa, dirigendosi a sudovest, mentre la via Cornelia proseguiva, passando appena a sud della facciata della basilica.
La via Triumphalis, proveniente dal Pons Neronis, si dirigeva anch'essa verso Piazza San Pietro, da dove, virando a nordovest verso l'area amministrativa della Città del Vaticano, proseguiva verso Veio, fino a incontrare la via Cassia all'altezza della zona La Giustiniana.
L'attuale Via della Conciliazione segue approssimativamente lo stesso percorso che seguiva la via Cornelia.
Più avanti, la via Cornelia doveva seguire il percorso oggi formato dalle vie G. De Vecchi Pieralice, dei Monti di Creta e di Boccea. La via Cornelia, poi, si inoltrava nel territorio di Boccea seguendo il tracciato della moderna via Boccea il cui nome deriva, oltre che dall'omonimo castello situato al km 14,500, anche dalle numerose piante di bosso ("buxus") attraverso cui si snodava.
Dopo aver superato la località Acquafredda, la via Cornelia giungeva a Montespaccato, il cui nome probabilmente deriva dalle "spaccature" provocate nel terreno dalla via stessa, in cui sono state rinvenute varie testimonianze archeologiche. Dopo il bivio per Palmarola, la via Cornelia giungeva a Casalotti. L'archeologo Sergio Mineo, grazie anche ai ritrovamenti in questa zona dà conto, tuttavia, di un'altra ipotesi, formulata dal topografo Giuseppe Lugli: secondo lo studioso la Cornelia ricalcava il tracciato dell'attuale via di Boccea. Il tratto da Battistini a Casalotti ne era un'alternativa parallela, una diramazione che si ricongiungeva alla Cornelia madre all'incirca all'altezza dell'attuale via Borgo Ticino, dove è stata ritrovata una villa romana in buone condizioni. 
La via Cornelia proseguiva dopo Casalotti verso il castello di Boccea, superando le località di Porcareccia e Selva Candida. Quest'ultima deve il suo nome alla storia devozionale delle sante Rufina e Seconda. In particolare nel luogo tradizionale del loro martirio, indicato nella “via Cornelia mil. VIIII Rufinae Secundae”, ovvero al nono miglio della Cornelia, papa Giulio I vi fece costruire una basilica a loro dedicata e vi fece riporre i corpi nel 336 d.C. La chiesa fu terminata da papa Damaso I nel 367. Attorno alla Basilica si formò una vera e propria cittadina la cui importanza crebbe rapidamente, cosicché alla popolazione fu quasi subito assegnato un Pastore che prese il titolo di Vescovo di Selva Candida, o di Santa Rufina, e che godeva di notevole importanza. 
La cittadella vantava mura e due torri che la difendevano. Ad est, verso il mare, c'era la torre di Santa Rufina, vicina all’antica chiesa, torre oggi scomparsa la cui ultima sua menzione è in documento del 1472 in cui Giovanni Battista Gollini cede il casale e la torre all’Ospedale di Santo Spirito. La seconda torre, anch’essa scomparsa, a ovest, era chiamata Lanciafava, un toponimo che ancor oggi resiste nei casali Lanciafava lungo via della Storta, accanto alla tenuta Marsicola della Porcareccina.
Oltrepassato il km 9,00 l'attuale via Boccea ricalca fedelmente il tracciato dell'antica via Cornelia sino ad arrivare al km 14,500 dove si trovano i resti del castello costruito tra i secoli IX e XII. Il castello fu costruito sull'antico "Fundus Bucciea", denominato anticamente "Ad Nimphas Catabasi", sito al decimo miglio dell'antica via Cornelia.
Fuori Roma, il percorso della Cornelia corrisponde in parte a via Tragliata e a vicolo Casale Castellaccio.